# Campeonato Catarinense de Futebol Feminino
O Campeonato Catarinense de Futebol Feminino é a principal competição futebolística da modalidade feminina do estado de Santa Catarina organizado pela Federação Catarinense de Futebol (FCF).
Desde sua inauguração em 2007, o torneio tem sido disputado em um formato híbrido, incluindo etapas de grupos e jogos eliminatórios. Entretanto, o regulamento foi sujeito a modificações ao longo dos anos, devido às variações no número de datas e de participantes.
O Kindermann é o clube com o maior número de conquistas neste torneio, totalizando quinze títulos. O clube foi vitorioso em quinze das dezesseis primeiras edições realizadas.

## História
O Campeonato Catarinense de Futebol Feminino foi estabelecido em 2007, sob a organização da Federação Catarinense de Futebol (FCF), visando promover e estruturar o futebol feminino no estado de Santa Catarina. A edição inaugural consagrou o Olympya de Jaraguá do Sul como campeão.
A partir de 2008, a Sociedade Esportiva Kindermann, sediada em Caçador, iniciou uma sequência dominadora de conquistas, estabelecendo uma hegemonia no cenário estadual. Até 2024, o Kindermann acumulou 15 títulos consecutivos no campeonato. E consolidando-se como a equipe mais vitoriosa da competição e a segunda maior do país, atrás somente do Aliança no Campeonato Goiano.
Em 2016, o torneio foi cancelado em decorrência do trágico acidente aéreo envolvendo a delegação da Chapecoense, que abalou profundamente o futebol catarinense. Posteriormente, em 2020, a competição novamente não foi realizada, desta vez devido à pandemia de COVID-19, que impôs restrições sanitárias e logísticas, inviabilizando a realização do torneio.

## Campeões

### Títulos por clube
| Clube               | Título | Vice | 3.º lugar | 4.º lugar |
| ------------------- | ------ | ---- | --------- | --------- |
| Kindermann          | 15     | —    | —         | —         |
| Olympya             | 1      | 4    | 1         | —         |
| Criciúma            | —      | 3    | 3         | —         |
| Chapecoense         | —      | 2    | 1         | 2         |
| Napoli              | —      | 2    | —         | —         |
| Avaí                | —      | 1    | 2         | 1         |
| Fluminense-SC       | —      | 1    | 1         | —         |
| Scorpions           | —      | 1    | —         | 1         |
| Araranguá           | —      | 1    | —         | —         |
| Vasto Verde         | —      | 1    | —         | —         |
| Müller              | —      | —    | 2         | 2         |
| Marcílio Dias       | —      | —    | 1         | 2         |
| Açores              | —      | —    | 1         | —         |
| Atlético            | —      | —    | 1         | —         |
| Pedra Branca        | —      | —    | 1         | —         |
| Taurus              | —      | —    | 1         | —         |
| Beira Rio           | —      | —    | —         | 1         |
| Joinville           | —      | —    | —         | 1         |
| Juventus de Jaraguá | —      | —    | —         | 1         |
| PBCE                | —      | —    | —         | 1         |
| São Bento           | —      | —    | —         | 1         |
| Tunense             | —      | —    | —         | 1         |

### Títulos por cidade
| Cidade           | Título | Vice | 3.º lugar | 4.º lugar |
| ---------------- | ------ | ---- | --------- | --------- |
| Caçador          | 15     | 2    | —         | —         |
| Jaraguá do Sul   | 1      | 4    | 1         | 1         |
| Criciúma         | —      | 3    | 3         | 1         |
| Chapecó          | —      | 2    | 1         | 2         |
| Florianópolis    | —      | 1    | 3         | 1         |
| Joinville        | —      | 1    | 2         | 1         |
| São José         | —      | 1    | —         | 1         |
| Araranguá        | —      | 1    | —         | —         |
| Blumenau         | —      | 1    | —         | —         |
| Pomerode         | —      | —    | 3         | 2         |
| Itajaí           | —      | —    | 1         | 2         |
| Palhoça          | —      | —    | 1         | —         |
| Itapoá           | —      | —    | —         | 1         |
| São Bento do Sul | —      | —    | —         | 1         |
| Tunápolis        | —      | —    | —         | 1         |